# Leute, Leute!
Leute, Leute! war eine boulevard-satirische Fernsehsendung, die vom deutschen Fernsehsender ZDF ausgestrahlt und von Monika Gruber moderiert wurde. Die Erstausstrahlung erfolgte am 2. Februar 2012, die letzte und achte Folge fand am 11. Dezember 2012 statt. Monika Gruber warf in jeder Ausgabe einen satirisch-humorvollen Blick auf die Boulevard-Themen der vorherigen Wochen. Dabei traten verschiedene Gäste auf und diskutierten mit ihr. Die Sendung zeichnete sich durch ihre derbe Ausdrucksweise aus.
Der Name der Sendung wurde gewählt in Anlehnung an das Boulevardmagazin Leute heute, welches ebenfalls im ZDF ausgestrahlt wird.

## Episodenliste
| Staffel 1 |    |                   |           |
| 01        | 01 | 21. Februar 2012  | 22:15 Uhr |
| 02        | 02 | 6. März 2012      | 22:45 Uhr |
| 03        | 03 | 3. April 2012     | 22:45 Uhr |
| 04        | 04 | 8. Mai 2012       | 22:45 Uhr |
| 05        | 05 | 29. Mai 2012      | 22:45 Uhr |
| Staffel 2 |    |                   |           |
| 06        | 01 | 4. September 2012 | 22:45 Uhr |
| 07        | 02 | 16. Oktober 2012  | 23:30 Uhr |
| 08        | 03 | 11. Dezember 2012 | 22:45 Uhr |

## Frühes Ende
Am 16. Dezember 2012 wurde bekannt, dass es zu Unstimmigkeiten zwischen Gruber und dem ZDF über die Sendung kam. Wie das Magazin Der Spiegel berichtete, ist man unterschiedlicher Auffassung, wie boulevardesk die Show ausgerichtet sein soll. Grubers Vertrag beim ZDF lief ohnehin Ende 2012 aus. ZDF-Unterhaltungschef Oliver Fuchs erklärte aber: "Wir würden uns freuen, weiterhin mit Frau Gruber zusammenzuarbeiten". Ob weiterhin mit Leute, Leute! oder anderen Formaten ließ er offen.

## Feedback
- DWDL.de (Thomas Lückerath): „So bissig und böse ist sonst kaum jemand im deutschen Fernsehen. (...) Monika Gruber, aber auch ihre Gäste wie etwa Oliver Kalkofe, nahmen kein Blatt vor den Mund und feuerten neben allerlei gut abgehangenen Zoten auch so manch treffsichere Medienkritik.“.[4]
- Süddeutsche Zeitung (Carolin Gasteiger): „Die Gags wirken sehr platt und konstruiert - Heidi und Seal trennen sich, Demi Moore und Ashton Kutcher, Lothar Matthäus und sein Haupthirn. Haha. Auf der Kabarettbühne mag das funktionieren, mit der typisch Gruberschen bayerischen Schnauze. Hier aber wirkt Gruber ein wenig verloren, ihre Pointen zu einstudiert.“[5]